# 三重県幼稚園の廃園一覧
三重県幼稚園の廃園一覧（みえけんようちえんのはいえんいちらん）は、三重県内の廃園になった幼稚園の一覧。対象となるのは、学制改革（1947年）以降に廃園となった幼稚園、および分園である。園名は廃園当時のもの。廃園時に幼稚園が所在していた自治体がその後合併により消滅している場合は、現行の自治体に含める。また現在休園中の県内の幼稚園（分園）も、その多くは実質上、廃園と同じ状態にあるため参考として記載する。
（）内は、廃園になった年（休園の場合は、その措置が取られた年）である。

## 津市
- 津市立立誠幼稚園（1954年、津市立南立誠幼稚園と津市立北立誠幼稚園に移行）
- 津市立竹原幼稚園（2004年休園、2014年廃園）[1]
- 津市立家城幼稚園（2006年統合により白山幼稚園へ）[2]
- 津市立倭幼稚園（同上）[2]
- 津市立川口幼稚園（同上）[2]
- 津市立八ツ山幼稚園（同上）[2]
- 津市立大三幼稚園（同上）[2]
- 津市立安西幼稚園（2006年雲林院幼稚園と統合し安西・雲林院幼稚園へ）
- 津市立雲林院幼稚園（2006年安西幼稚園と統合し安西・雲林院幼稚園へ）
- 美良幼稚園（2007年）[3]
- 龍宝幼稚園（2013年）[4]
- 津市立櫛形幼稚園（2013年休園、2014年廃園）[1]
- 津市立片田幼稚園（2013年休園、2014年廃園）[1]
- 津市立波瀬幼稚園（2013年休園[5]、2018年廃園[6]）
- 津市立大井幼稚園（2014年休園[7]、2018年廃園[6]）
- 藤幼稚園〈旧〉（2015年藤認定こども園藤幼稚園〈新〉へ移行）[8]
- 津市立草生幼稚園（2016年休園[9]、2018年廃園[6]）
- 津市立神戸幼稚園（2018年津市立新町保育園などと統合し津市立津みどりの森こども園へ）[10]
- 津市立修成幼稚園（同上）[10]
- 津市立新町幼稚園（同上）[10]
- 津市立香良洲幼稚園（2018年津市立香良洲保育園と統合し津市立香良洲浜っ子幼児園へ）[10]
- 津市立白山幼稚園（2018年津市立白山保育園と統合し津市立白山こども園へ）[10]
- 清泉幼稚園〈旧〉（2018年幼保連携型認定子供園清泉幼稚園〈新〉へ移行）[11]
- ルーテル二葉幼稚園（2018年ルーテル二葉認定こども園へ移行）[12]
- 津市立高岡幼稚園（2019年津市立高野保育園と統合し津市立一志こども園へ）[10]
- 津幼稚園[13]（2019年津こども園へ移行）[14]
- 津市立北立誠幼稚園（2018年休園[15]、2019年廃園）[16]
- 津市立雲出幼稚園（2019年廃園）[16]
- 津市立椋本幼稚園（2020年津市立芸濃保育園などと津市立芸濃こども園へ）[10]
- 津市立安西・雲林院幼稚園（同上）[10]
- 津市立安東幼稚園（2021年）[17]
- 津市立明幼稚園（2021年休園）[18]
- 津市立高野尾幼稚園（2021年休園[18]、2022年廃園[19]）
- 津市立育生幼稚園（2021年休園[18]、2023年廃園[20]）
- 津市立白塚幼稚園（2021年休園[18]、2024年廃園[21]）
- 津市立上野幼稚園（2022年津市立上野保育園などと統合し津市立河芸こども園へ）[10]
- 津市立豊津幼稚園（同上）[10]
- 津市立大里幼稚園（2023年休園）[22]

## 四日市市
- 四日市市立納屋幼稚園（2012年休園、2017年廃園）[23]
- 四日市市立橋北幼稚園（2017年四日市市立橋北こども園へ移行）[23]
- 四日市市立塩浜幼稚園（2017年四日市市立塩浜こども園へ移行）[23]
- 四日市市立保々幼稚園（2020年四日市市立保々こども園へ移行）[23]
- 四日市市立高花平幼稚園（2021年民営化され高花平こども園へ移行）[23]
- 四日市市立楠北幼稚園（2021年楠南幼稚園と統合し四日市市立楠こども園へ）[23]
- 四日市市立楠南幼稚園（2021年楠北幼稚園と統合し楠こども園へ）[23]
- 四日市市立神前幼稚園（2022年四日市市立神前こども園へ移行）[24]
- 四日市市立桜幼稚園（2023年[25]四日市市立桜こども園[26]へ移行）
- 四日市市立富田幼稚園（2024年）[21]
- 四日市市立川島幼稚園（2024年）[21]
- 四日市市立三重西幼稚園（2024年）[21]
- 四日市市立八郷中央幼稚園（2024年八郷西保育園と統合し八郷こども園へ）[27]

## 伊勢市
- 伊勢市立豊浜西幼稚園（休園開始時期不詳[28]、2022年廃園[24]）
- 伊勢市立豊浜東幼稚園（休園開始時期不詳[28]、2022年廃園[24]）
- 伊勢市立北浜幼稚園（休園開始時期不詳[28]、2022年廃園[24]）
- 伊勢市立沼木幼稚園（休園開始時期不詳[28]、2022年廃園[24]）
- 伊勢市立早修幼稚園（休園開始時期不詳[28]、2022年廃園[24]）
- 厚生幼稚園（1970年神宮高倉山幼稚園新設のため廃園）[29]
- 伊勢市立四郷幼稚園（2011年あさま保育所と統合し伊勢市立しごうこども園へ）[28]
- 暁の星幼稚園（2013年暁の星こども園へ移行）[30]
- 修道幼稚園（2015年修道こども園へ移行）[31]
- 伊勢市立城田幼稚園（2016年休園[28]、2022年廃園[24]）
- ゆたか幼稚園（2017年ゆたかこども園へ移行）[32]
- 有緝幼稚園（2018年有緝こども園へ移行）[33]
- 明倫幼稚園（2019年めいりんこども園へ移行）[34]
- 中島幼稚園（2019年中島こども園へ移行）[35]
- 伊勢市立神社幼稚園（2021年休園[36]、2022年廃園[24]）

## 松阪市
- 松阪市立松阪幼稚園（1991年松阪市立鎌田幼稚園へ統合[37]）
- 松阪市立阪内幼稚園（休園開始時期不詳、2016年廃園）[38]
- 松阪市立東黒部幼稚園（休園開始時期不詳、2016年廃園）[38]
- 松阪市立機殿幼稚園（休園開始時期不詳、2024年廃園）[39]
- 松阪市立朝見幼稚園（2013年休園[40]、2024年廃園[39]）
- 松阪市立漕代幼稚園（2019年休園[41]、2024年廃園[39]）
- 松阪市立三雲北幼稚園（2023年[42]松阪市立三雲北こども園[43]へ移行）
- 松阪市立三雲南幼稚園（2023年[44]松阪市立三雲南こども園[45]へ移行）
- 松阪市立西黒部幼稚園（2023年休園）[46]
- 松阪市立大石幼稚園（2024年）[47]
- 三雲町立小野江幼稚園（2004年鵲幼稚園および三雲北保育園と統合し三雲北幼稚園[48]へ）
- 三雲町立鵲幼稚園（2004年小野江幼稚園および三雲北保育園と統合し三雲北幼稚園[48]へ）
- 三雲町立天白幼稚園（2004年米ノ庄幼稚園および三雲南保育園と統合し三雲南幼稚園[48]へ）
- 三雲町立米ノ庄幼稚園（2004年天白幼稚園および三雲南保育園と統合し三雲南幼稚園[48]へ）
- 嬉野町立中郷幼稚園（2004年）[48]
- 嬉野町立宇気郷幼稚園（2004年）[48]

## 桑名市
- 桑名市立大和幼稚園（2008年休園[49]、2015年大成幼稚園と統合し桑名市立成徳南幼稚園へ[50]）
- 桑名市立大成幼稚園（2015年大和幼稚園と統合し成徳南幼稚園へ）[50]
- 桑名市立長島中部第二幼稚園（2015年統合により桑名市立長島幼稚園へ）[50]
- 桑名市立長島北部幼稚園（同上）[50]
- 桑名市立長島中部幼稚園（同上）[50]
- 桑名市立伊曽島幼稚園（同上）[50]
- 桑名市立在良幼稚園（2015年統合により桑名市立明正幼稚園へ）[50]
- 桑名市立益世幼稚園（同上）[50]
- 桑名市立桑部幼稚園（同上）[50]
- 桑名市立藤が丘幼稚園（2016年統合により桑名市立陵成幼稚園へ）[50]
- 桑名市立大山田東幼稚園（同上）[50]
- 桑名市立大山田南幼稚園（同上）[50]
- 桑名市立大山田北幼稚園（2016年大山田西幼稚園と統合し桑名市立光陵幼稚園へ）[50]
- 桑名市立大山田西幼稚園（2016年大山田北幼稚園と統合し光陵幼稚園へ）[50]
- 桑名市立修徳幼稚園（2017年精義幼稚園と統合し桑名市立光風幼稚園へ）[50]
- 桑名市立精義幼稚園（2017年修徳幼稚園と統合し光風幼稚園へ）[50]
- 桑名市立城東幼稚園（2012年休園[49]、2018年統合により桑名市立陽和幼稚園へ）[50]
- 桑名市立立教幼稚園（2018年統合により陽和幼稚園へ）[50]
- 桑名市立日進幼稚園（同上）[50]
- 桑名市立城南幼稚園（同上）[50]

## 鈴鹿市
- 鈴鹿市立庄内幼稚園（2014年椿幼稚園へ統合）[51]
- 鈴鹿市立深伊沢幼稚園（同上）[51]
- 鈴鹿市立石薬師幼稚園（2014年加佐登幼稚園へ統合）[51]
- 鈴鹿市立天名幼稚園（2014年栄幼稚園へ統合）[51]
- 鈴鹿市立若松幼稚園（2015年）[52]
- 鈴鹿市立井田川幼稚園（2015年）[52]
- 鈴鹿市立庄野幼稚園（2016年）[52]
- 鈴鹿市立愛宕幼稚園（2016年）[52]
- 鈴鹿市立長太幼稚園（2017年）[52]
- サン幼稚園（2017年[53]サン認定こども園[54]へ移行）
- 白百合幼稚園〈旧〉（2017年[53]幼保連携型認定こども園白百合幼稚園〈新〉へ移行）
- 鈴鹿市立河曲幼稚園（2018年）[52]
- 鈴鹿市立牧田幼稚園（2018年）[52]
- 鈴鹿市立一ノ宮幼稚園（2019年）[52]
- 鈴鹿市立椿幼稚園（2020年休園[55]、2022年廃園[24]）
- 鈴鹿市立箕田幼稚園（2021年休園[56]、2023年廃園[57]）
- 第一さくら幼稚園（2022年第二さくら幼稚園と統合しさくら幼稚園へ）[58]
- 第二さくら幼稚園（2022年第一さくら幼稚園と統合しさくら幼稚園へ）[58]
- 鈴鹿市立白子幼稚園（2022年休園[59]、2024年廃園[47]）
- 鈴鹿市立栄幼稚園（2023年休園[60]、2024年廃園[47]）
- 鈴鹿市立加佐登幼稚園（2023年休園[61]、2024年廃園[47]）
- 鈴鹿市立稲生幼稚園（2024年）[47]

## 名張市
- 名張よさみ幼稚園〈旧〉（2018年認定こども園名張よさみ幼稚園〈新〉へ移行）[62]
- つつじが丘幼稚園〈旧〉（2019年認定こども園つつじが丘幼稚園〈新〉へ移行）[63]
- 名張市立桔梗南幼稚園（2022年）[64]
- 名張市立名張幼稚園（2023年）[65]

## 尾鷲市
- 尾鷲市立一の宮幼稚園（2010年）
- 尾鷲市立飛鳥幼稚園（2010年休園、2013年9月1日廃園[66]）
- 尾鷲市立三木幼稚園（2020年）[67]
- 尾鷲市立尾鷲幼稚園（2023年）[68]

## 亀山市
- 亀山市立関幼稚園（2016年亀山市立関保育園と統合し亀山市立関認定こども園アスレへ）[69]

## 鳥羽市
- 鳥羽幼稚園（2003年）

## いなべ市
- いなべ市立ふじわら幼稚園（休園開始時期不詳、2021年廃園）[70]

## 志摩市
- 志摩市立波切幼稚園（2014年志摩市立大王幼稚園開園に伴い廃園）[71]
- 志摩市立神明幼稚園（2014年）[71]
- 志摩市立国府幼稚園（休園開始時期不詳、2021年廃園）[70]
- 志摩市立和具幼稚園（休園開始時期不詳、2021年廃園）[70]
- しまの杜神明幼稚園（2022年しまの杜こども園へ移行）[72]
- 志摩市立浜島幼稚園（2024年志摩市立浜島こども園へ移行）[47]
- 志摩市立大王幼稚園（2024年志摩市立大王こども園へ移行）[47]
- 志摩市立志摩幼稚園（2024年志摩市立志摩こども園へ移行）[47]
- 志摩市立磯部幼稚園（2024年志摩市立磯部こども園へ移行）[47]

## 伊賀市
- 伊賀市立ふたば幼稚園（2017年しろはと幼稚園と統合し伊賀市立桃青の丘幼稚園へ）[73]
- 伊賀市立しろはと幼稚園（2017年ふたば幼稚園と統合し桃青の丘幼稚園へ）[73]
- 青山よさみ幼稚園〈旧〉（2017年認定こども園青山よさみ幼稚園〈新〉へ移行）[74]

## 多気郡
- 明和町立曙幼稚園（2015年暁幼稚園と統合し明和町立みょうじょうこども園へ）[75]
- 明和町立暁幼稚園（2015年曙幼稚園と統合しみょうじょうこども園へ）[75]
- 明和町立斎宮幼稚園（2024年）[76]

## 北牟婁郡
- 引本幼稚園[77]（廃園時期不詳）
- 紀北町立ふなつ幼稚園（休園開始時期不詳[78]、2023年廃園[57]）